# Gunpoint
Gunpoint (Brasil: Matar ou Cair / Portugal: Na Ponta da Pistola) é um filme estadunidense de 1966 do gênero faroeste, dirigido por Earl Bellamy e estrelado por Audie Murphy e Joan Staley.
Rodado de 02 a 17 de junho de 1965, o filme marca o fim da parceria entre Murphy e a Universal, depois de vinte e seis realizações em dezesseis anos. Os veteranos Edgar Buchanan, como alívio cômico, e Denver Pyle, como o dissimulado ajudante do xerife, são os destaques do elenco.

## Sinopse
O xerife de Lodgepole, Colorado, Chad Lucas, tenta impedir que um trem seja assaltado, quando recebe um tiro de seu ajudante Cap. Cap tem ligações com os bandidos, liderados pelo cruel Drago, e pensa que Chad está morto. Entretanto, Chad recupera-se da ferida e, sem saber quem o atacara, volta para a cidade. Daí, ele forma uma patrulha bastante heterogênea para ir atrás dos criminosos.
Em uma localidade do Novo México, portanto fora de sua jurisdição, Chad encontra Drago e também a dançarina Uvalde, seu antigo amor. Drago escapa, levando Uvalde como refém. Nate Harlan, dono do saloon, também ama Uvalde e junta-se à patrulha. Esta é atacada por apaches, que causam seu esfacelamento. Chad e Nate sobrevivem e têm de enfrentar ladrões de cavalos antes de chegar a Drago.

## Elenco
| Ator/Atriz      | Personagem   |
| --------------- | ------------ |
| Audie Murphy    | Chad Ludas   |
| Joan Staley     | Uvalde       |
| Warren Stevens  | Nat Harlan   |
| Edgar Buchanan  | Bull         |
| Denver Pyle     | Cap          |
| David Macklin   | Mark Emerson |
| Nick Dennis     | Nicos        |
| Royal Dano      | Ode          |
| Morgan Woodward | Drago Leon   |
| Kelly Thordsen  | Ab           |